# ويلبور كوش
ويلبور كوش (بالإنجليزية: Wilbur Cush)‏ (مواليد 10 يونيو 1928) هو لاعب كرة قدم. يلعب مع منتخب أيرلندا الشمالية لكرة القدم. سبق له أن لعب في كأس العالم لكرة القدم مع منتخب بلاده.

## روابط خارجية
- ويلبور كوش على موقع قاعدة بيانات كرة القدم.إي يو (الإنجليزية)
- ويلبور كوش على موقع ناشيونال فوتبول تيمز (الإنجليزية)
- ويلبور كوش على موقع عالم كرة القدم.نت (الإنجليزية)